# Représentativité (statistique)
Pour les articles homonymes, voir Représentativité.
La représentativité est une notion de statistiques qui caractérise la relation entre un échantillon et la population représentée.

## Histoire de la notion
La notion de représentativité est d'abord issue des réflexions sur la démocratie représentative. Elle apparaît en statistiques à la fin du XIXe siècle à travers les interventions du statisticien norvégien Anders Nicolai Kiær lors de différents congrès de l'Institut international de statistique. Kiær introduit la méthode représentative comme une troisième voie dans l'opposition entre la monographie et le recensement.
L'idée d'une représentativité statistique objective, abstraite de considérations politiques, a été recherchée de manières diverses par de nombreux savants, mais tout autant critiquée par d'autres, notamment Pierre Bourdieu, comme étant impossible.